# 스케일 팩터
스케일 팩터(scale factor)는 어떤 양을 늘리거나 줄이거나 또는 곱하는 수이다. y = Cx라는 방정식에서, C는 x라는 수에 대한 스케일 팩터이다.
또한 C는 x에 대한 계수이다. 그리고 x에 대한 y의 비슷한 정수라고 할 수도 있다.

## 같이 보기
- 척도인자
- 축척
- 스칼라 (수학)
- 스케일 모델